# Bătălia de la Lepanto
Bătălia de la Lepanto a avut loc la 7 octombrie 1571. O flotă a Ligii Sfinte, o coaliție de state maritime catolice, a învins decisiv principala flotă a Imperiului Otoman.
Bătălia care a durat cinci ore s-a dat la marginea nordică a Golfului Patras, în largul coastelor Greciei de vest actuale, de unde forțele otomane navigau spre vest din baza lor navală de la Lepanto (în turcă İnebahtı; în greacă Ναύπακτος, Naupaktos sau Έπαχτος, Épahtos). Acolo, otomanii au întâlnit forțele Ligii Sfinte, ce veneau de la Messina. Victoria Ligii Sfinte a prevenit transformarea Mării Mediterane într-un canal de circulație al forțelor musulmane, a protejat Italia de o mare invazie otomană, și i-a împiedicat pe otomani să înainteze mai departe în flancul sudic al Europei. Lepanto a fost ultima mare bătălie navală dusă aproape în întregime de galere cu vâsle.

## Preludiu

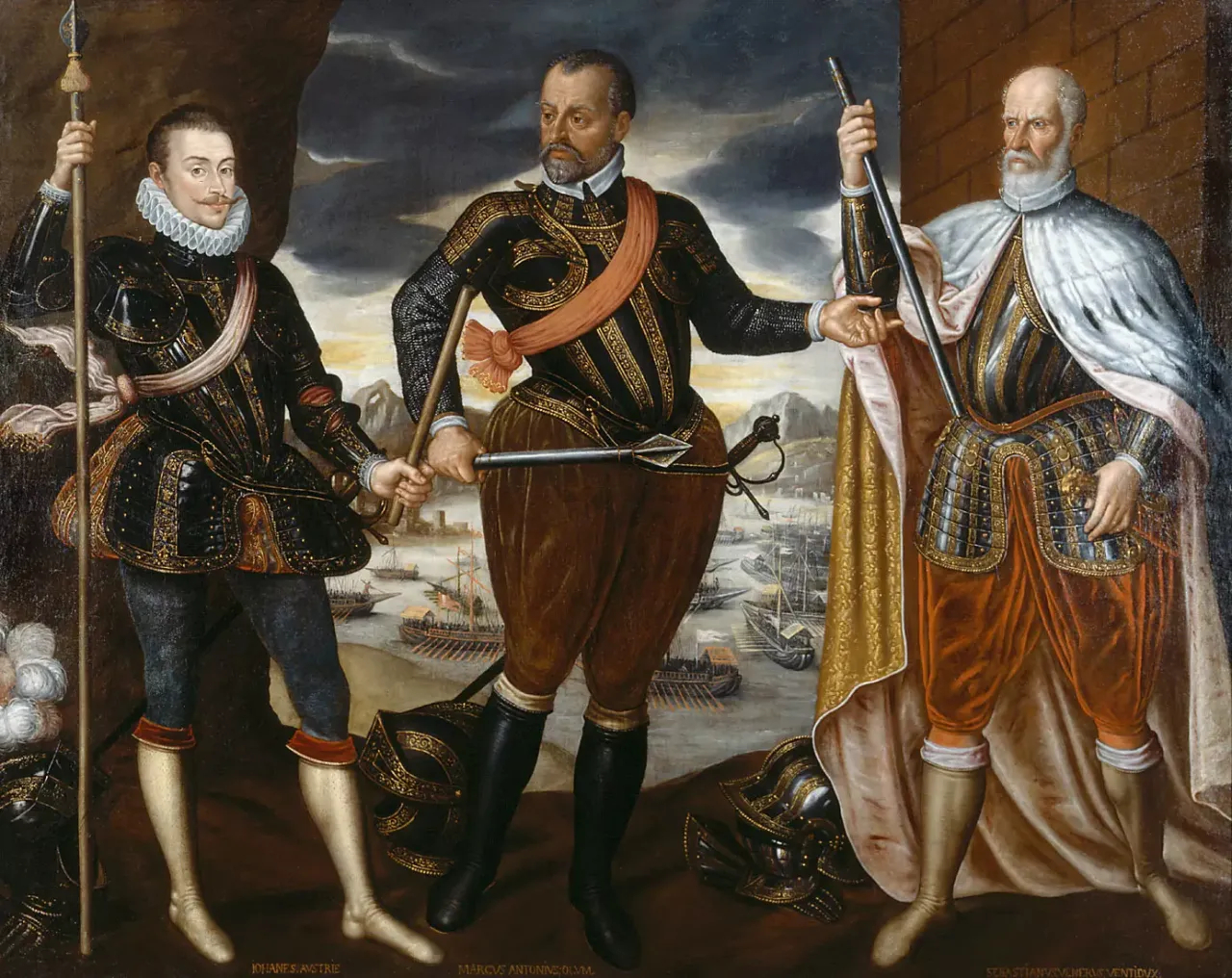
Biruitorii de la Lepanto: Ioan de Austria, Marcantonio Colonna și Sebastiano Venier

După ce au cucerit Constantinopolul in 1453, turcii au invadat Peninsula Balcanică, avansând spre centrul Europei, amenințând statele creștine. Au transformat Marea Mediterană într-un "lac turcesc" prin cuceriri navale. Diverși papi au propus de mai multe ori suveranilor creștini sǎ se unească împotriva inamicului comun, dar fără succes. În 1570 papa Pius al V-lea a reușit sǎ adune forțele creștine pentru a elibera Ciprul, atacat de turci, formând Liga Sfântă. Toate statele cu ieșire la mare, cu excepția Franței (aliată cu Imperiul Otoman împotriva Spaniei) și a Imperiului Romano-German care prefera sa rămână neutru, au intrat în alianță. Între timp, ajutoarele pentru asediații orașului Famagusta n-au sosit la timp, iar cetatea s-a predat turcilor. Torturile la care a fost supus comandantul venețian Marcantonio Bragadin au determinat forțele aliate sǎ se pregătească de război. Fiul ilegitim al împăratului Carol al V-lea, Ioan de Austria, a fost numit comandant suprem al flotei Ligii Sfinte.

## Flotele

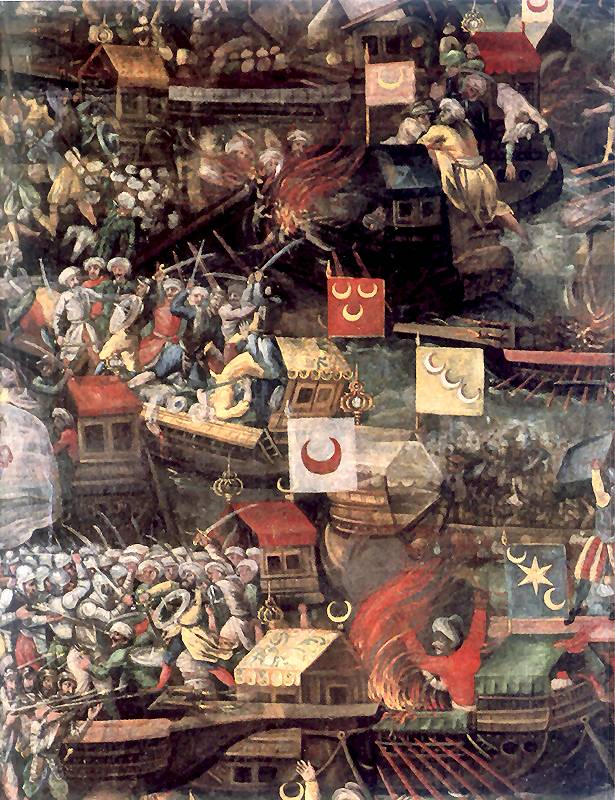
Flota otomană

În toamna anului 1571, flota creștină condusă de Ioan de Austria a ridicat ancorele din portul Messina. Flota turcă, sub comanda lui Mehmed Ali Pașa, a primit vestea abia pe 5 octombrie. În tabăra turcească, mulți soldați turci erau încă înarmați cu arcuri cu săgeți, pe când Liga utiliza deja archebuzele. La bătălie au participat câteva galioane, nave cu patru catarge și mai multe punți. Acestea erau folosite pentru a întări atacul galerelor. Vâslașii erau simpli sclavi sau condamnați care nu erau plătiți și nici înarmați. Un rol important în bătălie l-au avut galioanele venețiene, nave de mari dimensiuni, de neînfrânt și puternic înarmate. Au fost ultimele nave cu rame și galere cu vâsle utilizate într-o luptă.
Coaliția statelor creștine, reunind Spania, Veneția, Genova, Savoia, Neapole, Cavalerii de Malta și Statele Papale aveau de înfruntat o flotă otomană superioară numeric (206 galere creștine contra 300 de vase turcești), condusă de Ali Pașa. Abil condusă de Don Juan de Austria, flota creștină s-a împărțit în 4 divizii.
La capătul nordic, în apropierea coastei, se aflau 53 de galere venețiene, conduse de Agustino Barbarico. Urmau, în centru, 62 de galere sub comanda lui Don Juan și, în flancul drept 53 de galere conduse de amiralul Andrea Doria. O divizie de rezervă era staționată în spatele acestuia. Pe măsură ce flota creștină ocolea capul Scrofa, turcii au încercat o manevră de învăluire, profitând de superioritatea lor numerică, dar și de faptul că Andrea Doria nu se integrase la timp în dispozitivul gândit de Don Juan. Amiralul turc Uluj Ali a profitat de golul produs în liniile creștine și s-a strecurat între galerele lui Doria și centrul dispozitivului creștin.

## Bătălia
Bătălia de la Lepanto a durat doar 5 ore. Navele creștine, în inferioritate numerică, s-au așezat în semicerc, atacând spre amiază. Bătălia a fost crâncenă, în zona de centru, unde se aflau comandanții, lupta s-a desfășurat până la sosirea forțelor de rezervă creștine, care au învins rezistența turcă. Barbarigo a fost ucis de o săgeată, dar venețienii au rezistat eroic asaltului otoman. 

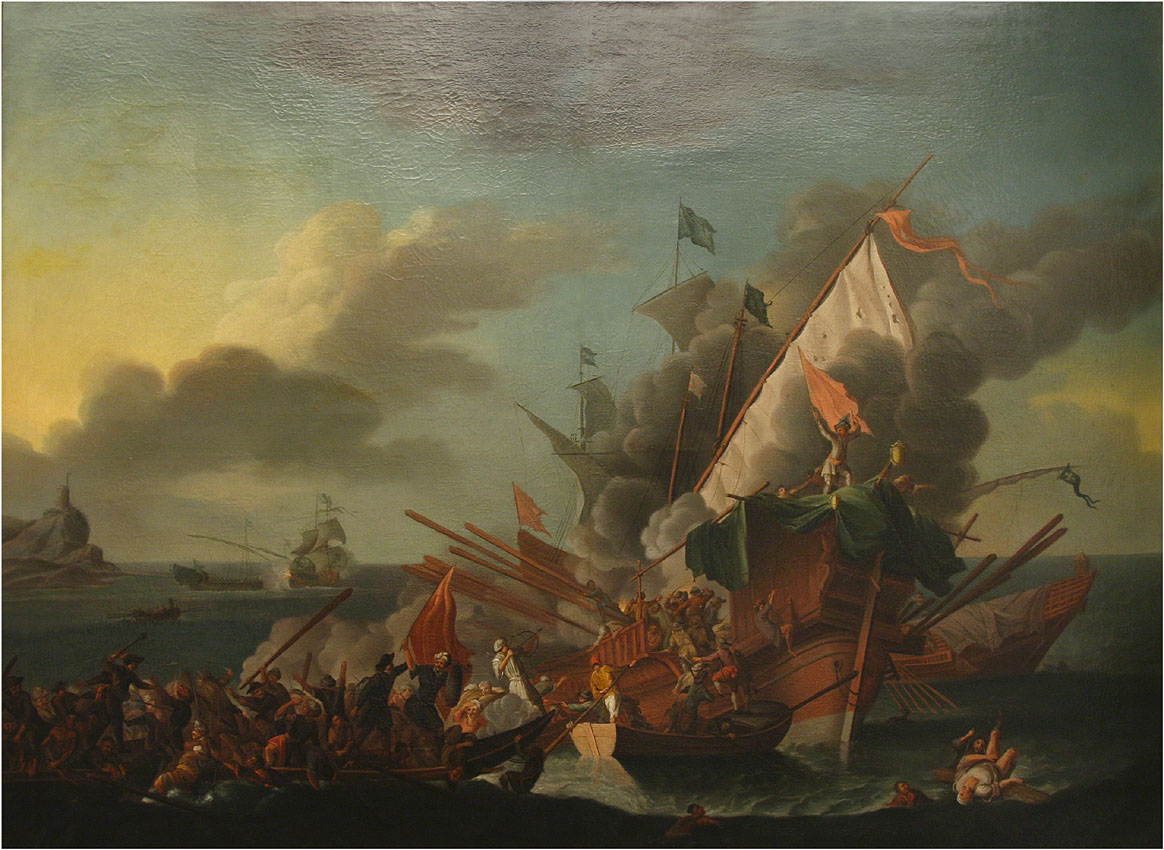
Bătălia de la Lepanto

Se părea că turcii se îndreaptă spre victorie, dar intervenția providențială a lui Alvaro de Bazan, în fruntea rezervelor, a întors rezultatul luptei. Uluj Ali a fost obligat să se retragă, cu doar 40 de galere, lăsând nu mai puțin de 180 de galere și 60 de galiote în mâinile creștinilor – deși doar 117 dintre acestea mai erau navigabile. Creștinii au pierdut 45 de galere – 15 scufundate și 30 atât de distruse încât a trebuit să fie sabordate. Mehem Ali Pașa a fost decapitat de un flintaș, deși Ioan de Austria a ordonat cruțarea acestuia. Rămași fără conducător, turcii s-au retras.

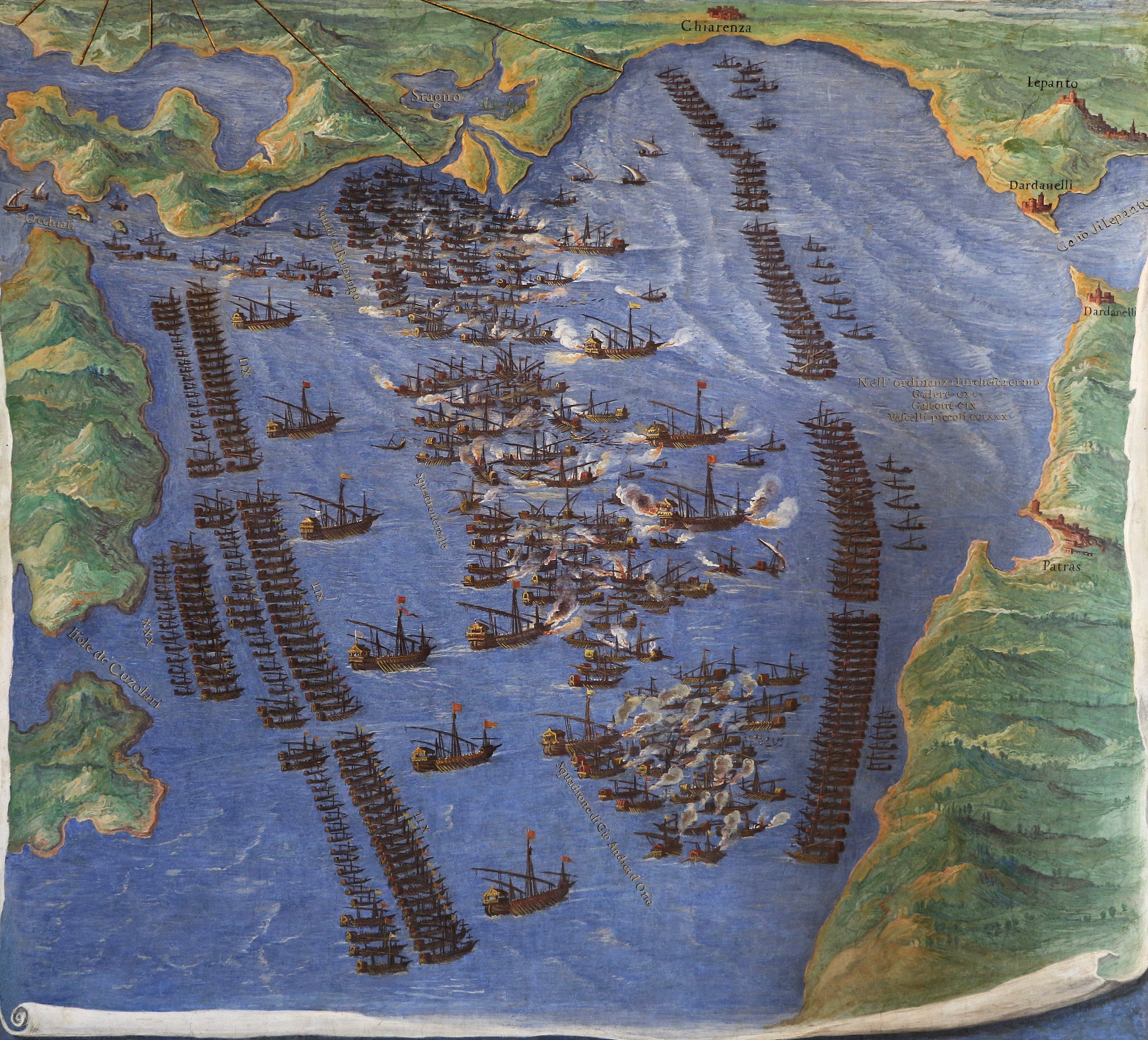
Battaglia Lepanto in Vaticano

## Urmări

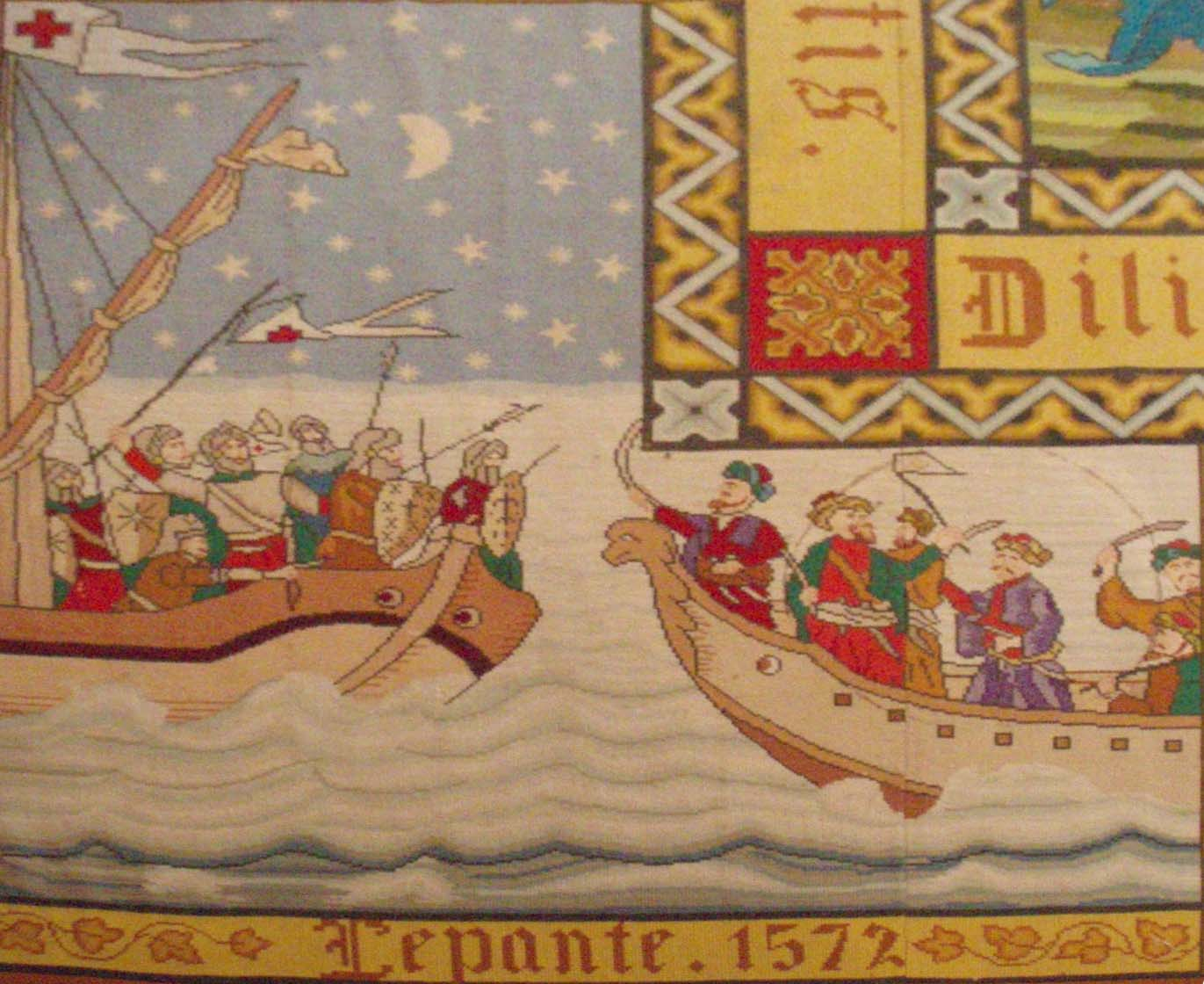

Din 251 vase cât însuma flota otomană, 50 au fost scufundate și 137 capturate. De partea cealaltă, creștinii au pierdut doar 17 nave dintr-un total de 208. Pierderile umane le reflectă pe cele materiale: 20,000 pentru turci și 7,500 pentru creștini. Teribila înfrângere a pus în discuție nevoia unor schimbări și a evidențiat poate pentru prima oară decalajul tehnologic față de Occident. Această bătălie, considerată cea mai mare victorie a creștinismului împotriva islamului, n-a fost urmată de alte lupte, deoarece în sânul alianței au apărut rivalități. Turcii au înaintat în Peninsula Balcanicǎ, dar înfrângerea de la Lepanto i-a împiedicat să preia controlul asupra Mediteranei. Entuziasmați, creștinii sperau să ducă victoria mai departe, atacând imperiul lipsit de flotă și recucerind Constantinopolul, însă diferențele dintre membrii alianței și-au spus cuvântul. Pentru Veneția, cea mai mare putere navală, pierderea Ciprului s-a dovedit a fi o lovitură mai grea decât cea pe care au primit-o turcii la Lepanto și în curând s-a întors la politica de colaborare economică cu musulmanii. Pentru spanioli principalul obiectiv a fost cucerirea Africii de Nord și nu un atac asupra provinciilor centrale ale Imperiului Otoman. Papa Pius V, inițiatorul alianței, a murit în 1572, iar semnarea păcii dintre Veneția și Imperiul Otoman din 1573 a marcat desființarea Ligii Sfinte. Ioan de Austria a murit în 1578, la 31 de ani. De asemenea, pentru otomani probleme mai importante apăreau în Persia și Caucaz și au trebuit să renunțe la acțiunile din Mediterană, coordonate cu cele ale francezilor, care au dominat mijlocul secolului XVI.